# 交響曲第86番 (ハイドン)
交響曲第86番 ニ長調 Hob. I:86 は、フランツ・ヨーゼフ・ハイドンが作曲した交響曲であり、全6曲からなる『パリ交響曲』の5曲目（作曲順では6番目）。

## 概要
全6曲からなる『パリ交響曲』は、パリに新たに創設されたオーケストラ団体「コンセール・ド・ラ・オランピック」からの委嘱により作曲された交響曲であり、1786年に作曲された本作はその『パリ交響曲』の最後に属する作品である。
また、楽器編成も『パリ交響曲』の中では最も規模が大きく、それ故に完成度は非常に高く作られ、より一層華やかな作品になっている。

## 楽器編成
フルート1、オーボエ2、ファゴット2、ホルン2、トランペット2、ティンパニ、弦五部。

## 曲の構成
全4楽章、演奏時間は約27分。
- 第1楽章 アダージョ - アレグロ・スピリトーソ
ニ長調、4分の3拍子 - 4分の4拍子、ソナタ形式。

4分の3拍子によるアダージョの序奏部と、4分の4拍子によるアレグロ・スピリトーソの主部からなる。

- 第2楽章 カプリッチョ：ラルゴ
ト長調、4分の3拍子。

- 第3楽章 メヌエット：アレグレット - トリオ
ニ長調、4分の3拍子。
途中でミノーレ（短調）を含ませて、全体に陰影を与えている。

- 第4楽章 フィナーレ：アレグロ・コン・スピーリト
ニ長調、4分の4拍子、ソナタ形式。